# 로리 허낸데즈
로런 조이 "로리" 허낸데즈(영어: Lauren Zoe "Laurie" Hernandez, 2000년 12월 6일 ~ )는 미국의 기계 체조 선수이다. 2016년 리우 올림픽 여자 체조 부문에서 금메달, 은메달을 땄다. 리우 올림픽은 그녀의 첫 성인 대회였으며, 그녀 본인은 미국 올림픽 최초의 푸에르토리코계 대표이기도 했다.